# 孔令輝
孔令輝(こう れいき、コン リンホイ、Kong Linghui, 孔令辉, 1975年10月18日 - )は、中国・黒竜江省ハルビン市生まれの元卓球選手。元中国女子コーチ。

## 略歴
中国男子初のシェークドライブ型世界チャンピオン。中国選手としては選手生命が長く、1995年の世界選手権天津大会で初出場初優勝してから2006年まで中国ナショナルチームの現役選手であったが、同年10月12日に正式に引退を発表した。劉国梁とは非常に仲が良い。
私生活は芸能人並みのスキャンダルが目立ち、2006年7月に愛車のポルシェに女性2人を乗せ、飲酒運転で自損事故を起こして罰金刑を受けたり、人気女優の馬蘇と11年間遠距離恋愛をしていたが、交際中に別離と復縁を延々と繰り返し毎回中国の芸能マスコミを騒がせたが2013年に離別した。現在40歳を過ぎているが未だに独身である。
2017年の卓球世界選手権はドイツのデュッセルドルフで開催され、中国女子代表チームの監督を務めていた。しかし、シンガポールのカジノでの借金が未返済で訴訟が起こされていると報じられ、2017年5月30日、中国卓球協会は規律違反による停職処分とし調査のため本国への帰国を命じた。

## プレースタイル
ドライブ主戦型としては比較的台の近くでプレーをする。ラリー戦が得意。台から下げられてもほとんどロビングをせず、ドライブやカットで粘る。
精度の非常に高いドライブ技術、緻密な戦術から精密機械との異名を持つ。
どんな技術も高い水準であり、派手さは無いものの基本忠実で無駄のない卓球をすることからドライブ主戦型の教科書的存在といわれる。
また、孔令輝の技術で最も有名なものと言えば猛烈に切れたツッツキである。シドニーオリンピックの決勝では、最終ゲームでツッツキで直接4連続ポイントしたことは有名である。また、バックの逆横回転サービスも特徴的。彼の打球フォームは基本に忠実で、非常に美しい。ブロック力も高く、伸ばすブロックや、左右に曲げるサイドスピンブロックなど多彩な技を持つ。世界選手権で、相手の三球目攻撃のドライブを前陣で手首を使い下回転に変えたこともある。フォアハンドドライブは手首をかなり曲げて打っているが、打球直前に一気にフラットにしている。バックハンドは中国選手の中でも新しいスタイルを築いた。中国選手特有の手首を中心とした打法とヨーロッパ選手に多い肘を張りだす打法をミックスさせた。このバックハンドの威力もまたツッツキと同じく特徴的で、シドニーオリンピックの決勝においても、バックハンドでの打ち合いでほとんど勝利していることからうかがえる。

## 主な戦績
- 1994年
  - アジア選手権天津大会 男子シングルス優勝、混合ダブルス優勝（鄧亞萍と）
- 1995年
  - 第43回世界選手権天津大会 男子シングルス優勝、混合ダブルス準優勝（鄧亞萍と）、男子団体優勝
  - 男子ワールドカップ（ニーム） 優勝
- 1996年
  - アトランタオリンピック 男子ダブルス金メダル（劉国梁と）
  - ITTFプロツアー・グランドファイナル（1996 天津） 男子シングルス優勝
  - アジア選手権シンガポール大会 男子シングルス優勝、男子ダブルス優勝（劉国梁と）
- 1997年
  - 第44回世界選手権マンチェスター大会 男子シングルス3位、男子ダブルス優勝（劉国梁と）、混合ダブルス準優勝（鄧亞萍と）、男子団体優勝
  - 男子ワールドカップ（ニーム） 準優勝
  - ITTFプロツアー・グランドファイナル（1997 香港） 男子ダブルス優勝（劉国梁と）
- 1999年
  - 第45回世界選手権アイントホーフェン大会 男子ダブルス優勝（劉国梁と）
  - ITTFプロツアー・グランドファイナル（1999 シドニー） 男子シングルス準優勝、男子ダブルス優勝（馬琳と）
- 2000年
  - シドニーオリンピック 男子シングルス金メダル、男子ダブルス銀メダル（劉国梁と）
  - 第45回世界選手権クアラルンプール大会 男子団体準優勝
- 2001年
  - 第46回世界選手権大阪大会 男子シングルス準優勝、男子ダブルス準優勝（劉国梁と）、男子団体優勝
- 2002年
  - 男子ワールドカップ（済南） 準優勝
  - ITTFプロツアー・グランドファイナル（2002 ストックホルム） 男子ダブルス優勝（馬琳と）
- 2003年
  - 第47回世界選手権パリ大会 男子シングルス3位、男子ダブルス準優勝（王皓と）
- 2004年
  - 第47回世界選手権ドーハ大会 男子団体優勝
- 2005年
  - 第48回世界選手権上海大会 男子ダブルス優勝(王皓と)

## 関連ビデオ・DVD
- 孔令輝（タマス・現在絶版）

基本打法や中国卓球の理論「弧線の理論」などを紹介した技術指導ビデオ。1999年4月に開催が予定されていた世界選手権ベオグラード（ユーゴスラビア）大会が内戦激化により中止されたため、急遽撮影が実現できた。ビデオのインタビューの中で、今後の目標について聞かれて「オリンピックのシングルスで金メダルを取ることです」と答えた。実際に翌年のシドニーオリンピックの男子シングルスで金メダルを獲得して、有言実行を果たした。
- 最強中国、強さの秘密（タマス・2018年現在絶版）

孔令輝と張怡寧の技術や、成長過程でやってきた練習方法を紹介した技術指導ビデオ。練習相手として韓陽が参加している。